# Arthur Carr (équitation)
Pour les articles homonymes, voir Arthur Carr et Carr.
Arthur Carr (né le 26 juillet 1910, mort le 1er septembre 1986) est un cavalier britannique de saut d'obstacles.

## Carrière
Arthur Carr remporte la médaille de bronze par équipe aux Jeux olympiques d'été de 1948 à Londres.